# Albert Saoner Barberis
Albert Saoner Barberis (Palma, 19 d'abril de 1934 - 31 de març de 1999).Professor i filòsof.

## Biografia
Estudià el batxillerat al Col·legi de Monti-sion. Es llicencià en Ciències Polítiques a la Universitat Complutense (1960) i es doctorà en filosofia a la Universitat d'Educació a Distància (UNED) amb la tesi "Moral i Justícia en Hume". Durant 21 anys (1962-1983) fou professor d'anglès del Col·legi de Monti-sion, de l'Escola de Turisme del Mediterrani i de l'Escola d'Idiomes. Els anys 80 esdevingué professor de filosofia de l'Institut Ramon Llull. Des del 1986 fou professor titular i, posteriorment, catedràtic de filosofia política de la Universitat de les Illes Balears. El 1994 va ser vicerector d'Ordenació Acadèmica. Va tenir un paper decisiu en la creació del Departament de Filosofia i Treball Social. El 1982 funda amb Camilo José Cela Conde, Antoni Bernat Vistarini, Jesús Garcia Marín i Josep Maria Sarriegui la revista Taula, Cuadernos de pensamiento al Departament. de Filosofia de la Universitat de les Illes Balears. És autor de treballs que publicà en obres col·lectives com "Historia, lenguaje, sociedad. Homenaje a Emilio Lledó" (1989) i "Historia de la Ética" (1992-1993). Publicà articles a les revistes Anthropos, Caligrama i Taula. També publicà traduccions com la de "El fin de las ideologías", de Daniel Bell (editorial Tecnos, 1964). Va ser candidat per Esquerra Unida al Senat a les eleccions de 1986. Admirat pels alumnes i pels companys, afeccionat al futbol i fumador empedreït, morí als 64 anys. Una sala de l'Edifici Ramon Llull de la Facultat de Filosofia i Lletres de l'UIB porta el seu nom. Va ser proclamat col·legiat d'honor del Col·legi Oficial de Llicenciats i Doctors de les Illes Balears (1999).

## Obra
Saoner va obrir un nou camí per a determinar els elements constituents de la justícia, introduint tota una tradició de pensament renovadora, lligant la seva reflexió fa una Il·lustració rica en matisos som és la Il·lustració escocesa. La justícia ha de fer seves tres dimensions: la individualitat o particularitat, que no es deixa absorbir per cap principi evolutiu o de progrés; les estructures socials i els referents "universalitzables". El 1983 escrigué "Moral i justícia en Hume", on passa comptes amb els autors de la primera modernitat. El centre de la seva crítica és que la idea de justícia ha estat llastrada
per cada enrocada dins la categoria de "reciprocitat", un transsumpte del predomini del mercat. El seu treball "La Justícia" de 1997 li va servir per establir les dimensions del concepte de justícia que havia elaborat: la dimensió de "virtut", la categoria de "situació"; la idea d'igualtat, que travessa totes les formulacions històriques, i l'assumpció de la categoria de "necessitats", més enllà dels drets i els mèrits.